# Dinopercidae
I Dinopercidae sono una famiglia di pesci ossei marini appartenenti all'ordine Perciformes.

## Distribuzione e habitat
Le due specie della famiglia si trovano nell'Oceano Atlantico lungo le coste dell'Angola (Centrarchops chapini) e nell'Oceano Indiano occidentale tropicale e subtropicale (Dinoperca petersi). Sono pesci costieri che vivono prevalentemente in ambienti rocciosi.

## Descrizione
I Dinopercidae hanno corpo alto e occhi e bocca piuttosto grandi. La mandibola è sporgente, sono visibili le ossa mascellari e sopramascellari; queste ultime sono particolarmente grandi. La pinna dorsale è unica, con una parte a raggi spinosi anteriore più bassa di quella a raggi molli. Pinna anale ampia, con 3 raggi spiniformi. Pinna caudale a profilo posteriore dritto. L'opercolo branchiale ha due spine. Vescica natatoria molto grande.
Dinoperca petersi è la specie più grande e raggiunge i 75 cm di lunghezza.

## Specie
- Genere Centrarchops
  - Centrarchops chapini
- Genere Dinoperca
  - Dinoperca petersi[2]